# Saison 1993-1994 de l'Olympique de Marseille
 (février 2024).
Si vous disposez d'ouvrages ou d'articles de référence ou si vous connaissez des sites web de qualité traitant du thème abordé ici, merci de compléter l'article en donnant les références utiles à sa vérifiabilité et en les liant à la section « Notes et références ».
Maillots
Chronologie
Saison précédente Saison suivante
La saison 1993-1994 de l'Olympique de Marseille est la quarante-sixième saison du club marseillais en championnat de France de Division 1. Cette saison est celle de la désillusion avec  l'affaire VA-OM, une disqualification d'office en Ligue des champions, pourtant tenant du titre, ainsi qu'en Supercoupe d'Europe et en Coupe intercontinentale, et une rétrogradation administrative en Division 2 à la fin de celle-ci et qui sera suivie par la mise en examen de Bernard Tapie, dans l'affaire du Phocéa.

## Résultats de la saison

### Championnat de France de Division 1
Le club marseillais termine 2e du championnat avec 54 points. Le club totalise 22 victoires, 10 matchs nuls et 6 défaites. 56 buts ont été marqués contre 33 encaissés, ce qui fait une différence de buts de 23. Avec 16 buts, Sonny Anderson est le meilleur buteur marseillais. Bien que finissant sur le podium de la saison régulière, l'OM vit sa rétrogradation en championnat de France de Division 2 prononcée le 22 avril 1994 par le conseil fédéral de la LNF à la suite d'une affaire de corruption OM-VA.
L'Olympique de Marseille doit aussi affronter la mise en examen de Bernard Tapie, dans l'affaire du Phocéa.

#### Evolution du classement
| J1  | J2  | J3  | J4  | J5  | J6  | J7  | J8  | J9  | J10 | J11 | J12 | J14 | J15 | J16 | J17 | J18 | J19 | J20 | J21 | J13 | J22 | J23 | J24 | J25 | J26 | J27 | J28 | J29 | J30 | J31 | J32 | J33 | J34 | J35 | J36 | J37 | J38 |
| --- | --- | --- | --- | --- | --- | --- | --- | --- | --- | --- | --- | --- | --- | --- | --- | --- | --- | --- | --- | --- | --- | --- | --- | --- | --- | --- | --- | --- | --- | --- | --- | --- | --- | --- | --- | --- | --- |
| V   | D   | N   | N   | V   | N   | V   | N   | V   | D   | V   | V   | N   | V   | V   | D   | D   | V   | V   | V   | V   | V   | N   | V   | N   | V   | D   | N   | V   | N   | N   | N   | V   | D   | V   | N   | N   | V   |
| 3e  | 9e  | 9e  | 11e | 7e  | 10e | 3e  | 5e  | 3e  | 8e  | 5e  | 4e  | 3e  | 2e  | 2e  | 3e  | 3e  | 3e  | 3e  | 2e  | 2e  | 2e  | 2e  | 2e  | 2e  | 2e  | 2e  | 2e  | 2e  | 2e  | 2e  | 2e  | 2e  | 2e  | 2e  | 2e  | 2e  | 2e  |
| - 0 | - 2 | - 3 | - 3 | - 2 | - 2 | - 1 | - 2 | - 0 | - 2 | - 2 | - 1 | - 2 | - 2 | - 1 | - 2 | - 4 | - 4 | - 4 | - 4 | - 4 | - 4 | - 4 | - 4 | - 5 | - 4 | - 5 | - 5 | - 4 | - 5 | - 6 | - 7 | - 5 | - 6 | - 6 | - 7 | - 8 | - 8 |

### Ligue des champions
À la suite de l'affaire OM-VA, l'équipe est disqualifiée d'office par les instances officielles.

## Effectif professionnel de la saison
| Numéro | Poste             | Nom                    | Naissance (âge)            | Nationalité | Sélection   | Statut        | Club précédent         |
| ------ | ----------------- | ---------------------- | -------------------------- | ----------- | ----------- | ------------- | ---------------------- |
| 16     | Gardien de but    | Gilles Rousset         | 2 avril 1963 (31 ans)      | France      | France A'   | Professionnel | Olympique Lyonnais     |
| 1      | Gardien de but    | Fabien Barthez         | 28 juin 1971 (23 ans)      | France      | France A'   | Professionnel | Toulouse FC            |
| 2      | Latéral droit     | Jocelyn Angloma        | 7 août 1965 (29 ans)       | France      | France      | Professionnel | Paris SG               |
| 21     | Latéral droit     | Jean-Jacques Eydelie   | 3 février 1966 (28 ans)    | France      | -           | Professionnel | FC Nantes              |
| 4      | Défenseur central | Basile Boli            | 2 janvier 1967 (27 ans)    | France      | France      | Professionnel | AJ Auxerre             |
| 13     | Défenseur central | Bernard Casoni         | 4 septembre 1961 (32 ans)  | France      | France      | Professionnel | SC Toulon              |
| 6      | Défenseur central | Marcel Desailly        | 7 septembre 1968 (26 ans)  | France      | France A'   | Professionnel | FC Nantes              |
| 3      | Latéral gauche    | Éric Di Meco           | 7 septembre 1963 (30 ans)  | France      | France      | Professionnel | FC Nancy               |
| 15     | Latéral droit     | Pascal Fugier          | 22 septembre 1968 (26 ans) | France      | -           | Professionnel | Olympique Lyonnais     |
| 13     | Latéral gauche    | Hamada Jambay          | 25 avril 1975 (18 ans)     | France      | -           | Professionnel | Formé au club          |
| 5      | Défenseur central | William Prunier        | 14 août 1967 (27 ans)      | France      | France      | Professionnel | AJ Auxerre             |
| 14     | Milieu défensif   | Alain Boghossian       | 27 octobre 1970 (24 ans)   | France      | -           | Professionnel | CA Digne               |
| 7      | Milieu défensif   | Didier Deschamps       | 15 octobre 1968 (26 ans)   | France      | France      | Professionnel | FC Nantes              |
| 17     | Milieu défensif   | Jean-Philippe Durand   | 11 novembre 1960 (33 ans)  | France      | France      | Professionnel | Girondins de Bordeaux  |
| 12     | Milieu offensif   | Daniel Dutuel          | 10 décembre 1967 (27 ans)  | France      | -           | Professionnel | AJ Auxerre             |
| 19     | Milieu offensif   | Fabrice Henry          | 13 février 1968 (26 ans)   | France      | -           | Professionnel | FC Sochaux-Montbéliard |
| 18     | Milieu défensif   | Jean-Christophe Thomas | 16 octobre 1964 (27 ans)   | France      | -           | Professionnel | FC Sochaux-Montbéliard |
| 10     | Milieu offensif   | Rui Barros             | 24 novembre 1965 (28 ans)  | Portugal    | Portugal    | Professionnel | AS Monaco              |
| 20     | Milieu offensif   | Dragan Stojković       | 3 mars 1965 (29 ans)       | Yougoslavie | Yougoslavie | Professionnel | Hellas Verona          |
| 8      | Attaquant         | Sonny Anderson         | 19 septembre 1970 (23 ans) | Brésil      | -           | Professionnel | Servette Genève        |
| 9      | Attaquant         | Rudi Völler            | 13 avril 1960 (33 ans)     | Allemagne   | Allemagne   | Professionnel | AS Rome                |
| 11     | Attaquant         | Paulo Futre            | 28 février 1966 (28 ans)   | Portugal    | Portugal    | Professionnel | AC Reggiana            |

## Statistiques

### Division 1
- Meilleur classement de la saison : 2e (J15-J16 / J21 à J38)
- Pire classement de la saison : 11e (J4)
- Plus petit écart de points avec le 1er : 0 (J1 / J9)
- Plus grand écart de points avec le 1er : - 8 (J37-J38)
- Plus grande série de victoires : 5 (J19 à 22 + match de la J13 en retard)
- Plus grande série de matchs nuls : 3 (J30 à J32)
- Plus grande série de défaites : 2 (J17-18)
- Plus grande série de matchs sans défaite : 9 (J19 à 26 + J13)
- Plus grande série de matchs sans victoire : 3 (J2 à 4 / J30 à 32)
- Plus large victoire : 5-1 (VS Toulouse)
- Plus large défaite : 0-3 (VS Metz et Auxerre)
- Plus grande série de matchs en marquant au moins un but : 7 (J19 à J24+J13 jouée en retard)
- Plus grande série de matchs sans marquer de but : 2 (J17-18 / J27-28)
- Rencontre avec le plus de buts marqués par l'OM : 5 (victoire 5-1 contre Toulouse)
- Rencontre avec le plus de buts encaissés par l'OM : 3 (défaites 0-3 contre Metz et Auxerre)
- Rencontre la plus prolifique en buts : 6 (victoire 5-1 contre Toulouse)
- Rencontre la moins prolifique en buts : 0 (0-0 contre Nantes, Monaco, Toulouse, Saint-Étienne, Metz et Martigues)